# Жирнов Анатолій Дмитрович
Анато́лій Дми́трович Жи́рнов (17 вересня 1942, Владивосток — 5 липня 2023, Київ) — український архітектор, ландшафтний архітектор, педагог, науковець, громадський діяч. Один із фундаторів спеціальності «ландшафтна архітектура» в Україні. Засновник і перший президент Гільдії ландшафтних архітекторів України, автор понад 330 наукових і фахових публікацій.

## Біографія
Народився 17 вересня 1942 року у Владивостоці.1949 року родина переїхала до Львова, де Жирнов навчався у середній школі № 1 і водночас у Львівській художній школі. Закінчив середню школу зі срібною медаллю 1959 року. Того ж року вступив до Львівського політехнічного інституту, який закінчив 1965 року за спеціальністю «архітектура».
Починав кар'єру у проєктному інституті «Укрпівдендіпрокомунбуд» у Львові. Працював над проєктами житлових будинків, готелів, міських парків і озеленення магістралей. Перші індивідуальні проєкти стосувалися Трускавця, Яремчі, Дубна, Коломиї та інших міст.
З 1969 року працював у Львівському лісотехнічному інституті, де організував першу в Україні наукову лабораторію з озеленення населених місць. 1974 року ця структура трансформувалася у науково-проєктний відділ СПКБ, який діє донині.

## Освітня і наукова діяльність
1977 року вийшла друком його монографія «Искусство паркостроения» — перше спеціалізоване видання на території СРСР з ландшафтної архітектури. Публікація отримала схвальні відгуки і зберігає фахове значення донині.
1984 року захистив кандидатську дисертацію на тему «Удосконалення системи озеленення сільських населених місць».
З 1986 року повернувся до Львова для створення спеціальності «ландшафтна архітектура» в лісотехнічному університеті. 1996 року відбувся перший випуск дипломованих ландшафтних архітекторів в Україні.

### Діяльність у Києві
1999 року переїхав до Києва. Викладав у НУБіП, КНУБА, з 2004 до 2011 року очолював Інститут дизайну і ландшафтного мистецтва при Національній академії керівних кадрів культури і мистецтв.
Брав участь у підготовці Києва до Євро-2012 як радник Генерального директора «Київзеленбуду» з ландшафтного оформлення міста.

## Громадська діяльність
- 1977 — організатор Першої міжнародної конференції ландшафтних архітекторів у Львові.
- 2003 — співзасновник і перший президент Гільдії ландшафтних архітекторів України.
- 2008 — вступ Гільдії до Європейської федерації ландшафтних архітекторів (IFLA Europe).

## Редакційна діяльність
- 2001 — створення журналу «Ландшафтний дизайн — Україна»
- 2004 — започаткування міжнародного журналу «Ландшафт плюс»
- 2006 — редактор журналу-каталогу «Благоустройство и ландшафт»

## Нагороди і відзнаки
- Золоті та срібні медалі Національної премії «Україна квітуча» (2008, 2009, 2010, 2011)

## Основні праці
- «Искусство паркостроения» (1977)
- Понад 330 публікацій, підручників, лекцій і рекомендацій з ландшафтного проєктування